# Sumurarum
Sumurarum is een bestuurslaag in het regentschap Magelang van de provincie Midden-Java, Indonesië. Sumurarum telt 4640 inwoners (volkstelling 2010).